# دونادون
دونادون یا جامه به جامه مفهومی در دین یاری است که پیروان این دین که یارسان (اهل حق) نامیده می‌شوند بدان باور دارند. دونادون ارتباط نزدیکی با مفهوم تناسخ و حلول روح دارد. اصطلاح دونادون به معنی از جام‌ای به جامهٔ دیگر درآمدن است.
در دین یارسان تناسخ به این مفهوم که روح بی‌هدف از یک کالبد به کالبد دیگر منتقل شود کاملاً نفی شده و از اساس رد می‌شود. اما مفهوم دیگری به نام دون به دون شدن (که در ظاهر به فلسفه تناسخ شباهت دارد) حقیقتی جدا نشدنی از جهان‌بینی یارسانی است. یارسان می‌گوید که هر روحی باید در زمانی محدود سیری را برای تکامل خود طی کند که آن را با دونادون می‌شناسند. برخی از افراد که به دنبال تطبیق باورهای دین یاری با دین اسلام بوده‌اند، آیهٔ ۴ سوره معارج را دلیلی بر مدعای خود دانسته‌اند. (هر چند که ملاک تشخیص در این دین آیات قرآن نمی‌باشد):
تَعْرُجُ الْمَلَائِکَةُ وَالرُّوحُ إِلَیْهِ فِی یَوْمٍ کَانَ مِقْدَارُهُ خَمْسِینَ أَلْفَ سَنَةٍ (فرشتگان و روح در روزی که مقدارش پنجاه هزار سال است به سوی او بالا می‌روند).
روح باید جسم‌ها و جامه‌های مختلف از جمله مرحله جانوری، نباتی، جمادی و … را طی کند و در هر مرحله روح وارد عالم برزخ می‌شود و پس از رسیدگی به اعمال روح و سنجش اعمالی که روح با اختیار خود بدست آو گچرده دوباره روح با توجه به استحقاق خود به صورت نوزاد در خانوادهٔ مستحق خود (مثلاً در جامه انسانی) در خانوادهٔ ثروتمند یا فقیر و … مورد آزمایش قرار می‌گیرد. و بعد از طی هزار و یک دون روح انسان کامل شده و ذات خدایی در آن روح نایل می‌شود. البته روح‌هایی وجود دارد که کمتر یا بیشتر از هزار دون را طی نمایند و این بستگی به دلایل مختلف از جمله ریاضت و لطف حق تعالی و … دارد. در تناسخ اعتقاد به حلول روح است ولی در دونادون اعتقاد بر تجلی و مظهریت ذات بر روح است و …

## تفاوت فلسفه تناسخ با دونادون
از دیدگاه یارسان مفهوم تناسخ که از جانب بسیاری از امامان شیعه و فلاسفه‌ای چون ملاصدرا رد شده کاملاً با عقیده دونادون متفاوت است. اگر چه در ظاهر در تناسخ و دونادون، روح از کالبدی به کالبد دیگر منتقل می‌شود، اما تفاوت مهمی میان این دو جهان بینی وجود دارد. در تناسخ روح در زمان‌های نا مشخص، گاهی طولانی‌تر و گاهی زودتر به تعالی می‌رسند در حالیکه در فلسفه دونادون هر روح در مدت زمانی معین از یک کالبد به کالبد دیگر منتقل می‌شود و هدف در این مدت حرکت به سمت کمال است.
شاید یکی از بزرگ‌ترین اشتباهات ناقدان عقیده وازایش، یکی گرفتن جهان‌بینی فلسفه تناسخ و دونادون است. در فلسفه تناسخ روح در مدت زمان نامشخص از کالبدی به کالبد دیگر منتقل می‌شود در نهایت متعالی می‌گردد. امامان و علمای شیعه هم عقیده به تناسخ را به‌وضوح رد کرده و آن را مخالف حکمت الهی و هدف‌دار بودن آفرینش می‌دانسته‌اند.
،
بر خلاف دیدگاه معتقدین به تناسخ، در فلسفهٔ دونادون عدل الهی و تکامل بشری به کمک جابجایی محدود روح از یک کالبد به کالبد دیگر توجیه‌پذیر است. بدین ترتیب که هر روح از کالبدی به کالبد دیگر منتقل شده و در نهایت به کمال خود می‌رسد. بدین طریق هم عدل الهی (مدت زمان برابر برای تمام روح‌ها) قابل اثبات است و هم فلسفهٔ معاد و برزخ که از معتقدات اصلی مسلمانان و تصریحات قرآنی است، تأیید می‌شود. در حقیقت روح‌ها پس از رسیدن به دون هزار و یکم به عالم برزخ منتقل شده و تا زمان قیامت در آن عالم باقی می‌مانند.
مولوی در بیان تجلی روح علی بن ابی‌طالب در کالبدهای مختلف چنین سروده‌است:
| آن سرخ قبایی که چو مه پار برآمد      |  | امسال در این خرقه زنگار برآمد    |
| آن ترک که آن سال به یغماش بدیدی      |  | آنست که امسال عرب وار برآمد      |
| آن یار همانست اگر جامه دگر شد        |  | آن جامه به در کرد و دگربار برآمد |
| آن باده همانست اگر شیشه بدل شد       |  | بنگر که چه خوش بر سر خمار برآمد  |
| ای قوم گمان برده که آن مشعله‌ها مرد   |  | آن مشعله زین روزن اسرار برآمد    |
| این نیست تناسخ سخن وحدت محضست        |  | کز جوشش آن قلزم زخار برآمد       |
| یک قطره از آن بحر جدا شد که جدا نیست |  | کدم ز تک صلصل فخار برآمد         |
| رومی پنهان گشت چو دوران حبش دید      |  | امروز در این لشکر جرار برآمد     |
| گر شمس فروشد به غروب او نه فنا شد    |  | از برج دگر آن مه انوار برآمد     |
| گفتار رها کن بنگر آینه عین           |  | کان شبهه و اشکال ز گفتار برآمد   |
| شمس الحق تبریز رسیدست مگویید         |  | کز چرخ صفا آن مه اسرار برآمد     |

. 
یارسان از نظر تاریخی حضور این مظاهر الهی را در زمان‌های مختلف قابل اثبات می‌دانند و به موارد زیر اشاره می‌کنند:
- یعقوب نبی، همسر و ۱۲ پسرش (مجموعاً ۱۴ نفر که یکی مؤنث و بقیه مذکر هستند)
- عیسی، مریم باکره و ۱۲ حواریون (مجموعاً ۱۴ نفر که یکی مؤنث و بقیه مذکر هستند)
  - هفتن و هفتتوانه از بزرگان یارسان در قرن هفت و هشت هجری (مجموعاً ۱۴ نفر که یکی مؤنث و بقیه مذکر هستند)